# Lephalale
Lephalale (früher Ellisras) in der Gemeinde Lephalale, Distrikt Waterberg ist eine Stadt in der südafrikanischen Provinz Limpopo. 2011 hatte sie 17.639 Einwohner. Sie liegt im Waterberg-Gebirge.
Der das Stadtgebiet durchfließende Fluss Lephalale war namensgebend. Bekannt ist die im Jahre 1960 als Ellisras, nach den früheren Besitzern der dortigen Farmen Patrick Ellis und Piet Erasmus, gegründete Stadt vor allem für ihre ausgeprägten Kohlevorkommen und deren Abbau. So befindet sich auch das größte trockengekühlte Kohlekraftwerk der Welt, das Kraftwerk Matimba (6×800 MW), in Lephalale. Die teilweise fertiggestellte Medupi Power Station soll im Endzustand bis zu 4.500 Megawatt Kapazität haben. 
Ein weiterer wichtiger Wirtschaftszweig ist der Tourismus. In der Gemeinde Lephalale leben etwa 105.000 Menschen.
In Lephalale beginnt die über 900 Kilometer lange Fernstraße Regional Route 33 (R33).